# Кельтские регионы

Шесть кельтских регионов, признаваемых Кельтская лига:
Ирландия
Шотландия
Остров Мэн
Уэльс
Корнуолл
Бретань

Кельтские регионы, или Кельтские нации (англ. Celtic nations) — районы в современной Европе, заселённые носителями кельтской культуры и кельтских языков. Таковыми считаются 6 территорий: Бретань (Breizh), Корнуолл (Kernow), Ирландия (Éire), Остров Мэн (Mannin), Шотландия (Alba) и Уэльс (Cymru). На каждой из этих территорий говорят или говорили раньше на одном из кельтских языков. Кроме того, районы северной части Пиренейского полуострова, например Галисию, иногда также считают кельтскими, в связи с уникальной культурой региона, однако в наше время на кельтских языках там не говорят. До расширения Римской империи и германских племён, большая часть Западной Европы была кельтской.

## Шесть кельтских регионов
Каждый из шести регионов имеет собственный язык кельтской группы, однако, в настоящее время, в Корнуолле и на острове Мэн они, как языки общения, уже не используются. Таблица ниже показывает население каждого из кельтских регионов, а также число людей, способных говорить на кельтских языках. Общее число людей, проживающих в кельтских регионах составляет 18 584 000 человек, из них владеют кельтскими языками примерно 2 882 100 человек.
| Регион     | Кельтское название  | Язык                   | Народ                         | Население                                                               | Носители языка | Процент носителей языка                                        |
| ---------- | ------------------- | ---------------------- | ----------------------------- | ----------------------------------------------------------------------- | --- | -------------------------------------------------------------- |
| Ирландия   | Éire                | Ирландский (Gaeilge)   | Ирландцы (Éireannaigh)        | 6,260,000 (Республика Ирландия: 4,471,000 Северная Ирландия: 1,789,000) | Республика Ирландия: 355,000 (родной язык) 1,660,000 (второй язык) Северная Ирландия: 167,000 (знающие язык; см. замечание) | Республика Ирландия: 42 % Северная Ирландия: 10.4 % (see note) |
| Уэльс      | Cymru               | Валлийский (Cymraeg)   | Валлийцы (Cymry)              | 3,000,000                                                               | 611,000 | 21.7 %                                                         |
| Бретань    | Breizh              | Бретонский (Brezhoneg) | Бретонцы (Breizhiz)           | 4,000,000                                                               | 200,000 | 3 %                                                            |
| Остров Мэн | Mannin Ellan Vannin | Мэнский (Gaelg)        | Жители острова Мэн (Manninee) | 84,000                                                                  | 1,700 | 2.2 %                                                          |
| Шотландия  | Alba                | Гэльский (Gàidhlig)    | Шотландцы (Albannaich)        | 5,000,000                                                               | 92,400 | 1.2 %                                                          |
| Корнуолл   | Kernow              | Корнский (Kernewek)    | Корнцы (Kernowyon)            | 500,000                                                                 | 2,000 | 0.1 %                                                          |

| (Русский)         | Английский (English) | Ирландский (Gaeilge)   | Шотландский (Гэльский) (Gàidhlig) | Мэнский (Gaelg)     | Валлийский (Cymraeg) | Корнский (Kernewek) | Бретонский (Brezhoneg) |
| ----------------- | -------------------- | ---------------------- | --------------------------------- | ------------------- | -------------------- | ------------------- | ---------------------- |
| Ирландия          | Ireland              | Éire                   | Èirinn                            | Nerin               | Iwerddon             | Iwerdhon            | Iwerzhon               |
| Шотландия         | Scotland             | Albain                 | Alba                              | Nalbin              | yr Alban             | Alban               | Alban/Skos             |
| Мэн Остров Мэн    | Mann Isle of Man     | Manainn Oileán Mhanann | Manainn Eilean Mhanainn           | Mannin Ellan Vannin | Manaw Ynys Manaw     | Manow Enys Vanow    | Manav Enez Vanav       |
| Уэльс             | Wales                | an Bhreatain Bheag     | a' Chuimrigh                      | Bretyn              | Cymru                | Kembra              | Kembre                 |
| Корнуолл          | Cornwall             | an Chorn               | a' Chòrn                          | y Chorn             | Cernyw               | Kernow              | Kernev                 |
| Бретань           | Brittany             | an Bhriotáin           | a' Bhreatainn Bheag               | y Vritaan           | Llydaw               | Breten Vian         | Breizh                 |
| Великобритания    | Great Britain        | an Bhreatain Mhór      | Breatainn Mhòr                    | Bretyn Vooar        | Prydain Fawr         | Breten Veur         | Breizh Veur            |
| Кельтские регионы | Celtic nations       | náisiúin Cheilteacha   | nàiseanan Ceilteach               | ashoonyn Celtiagh   | gwledydd Celtaidd    | broyow Keltek       | broioù Keltiek         |
| Кельтские языки   | Celtic languages     | teangacha Ceilteacha   | cànain/teangan Cheilteach         | çhengaghyn Celtiagh | ieithoedd Celtaidd   | yethow Keltek       | yezhoù Keltiek         |

## Кельтская идентичность

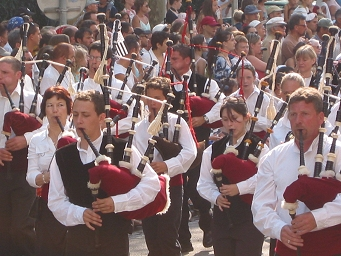
Волынщики на фестивале
Interceltique de Lorient

Связи между кельтскими регионами поддерживаются в разных контекстах, таких как политика, культура, язык и спорт.
Кельтская лига — политическая организация, которая выступает за политические, языковые, культурные и социальные права, затрагивающие один или более из кельтских народов.
Кельтский конгресс — неполитическая организация, основанная в 1917 году, которая стремится помогать кельтской культуре и языкам, поддерживать интеллектуальный контакт и тесное сотрудничество между кельтскими народами.
Фестивали культуры кельтских регионов включают фестиваль Interceltique de Lorient (Бретань), Pan Celtic Festival (Ирландия), National Celtic Festival (Портарлингтон, Австралия), Celtic Media Festival (показ фильмов кельтских народов), и фестиваль Eisteddfod (Уэльс).

## Территории древних кельтов

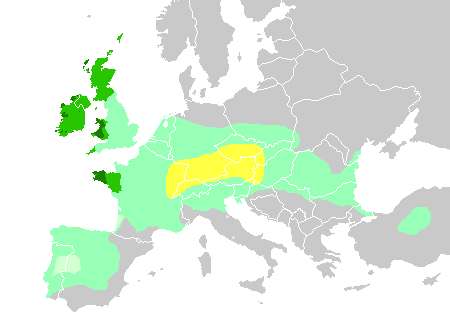
Кельты в Европе, прошлое и настоящее:
области, где кельтские языки распространены сегодня
шесть признанных кельтских регионов
наибольшая территория расселения кельтов, 3 век до н. э.
Гальштатская культура - ядро кельского расселения, 6 век до н. э.

В эпоху Железного века кельты расширили свою территорию по большей части в направлении Западной и Центральной Европы.
Континентальные кельтские языки вымерли во время раннего средневековья, и культурные особенности кельтов, традиции, передававшиеся устно по большому счёту были утрачены. Способствовало этому также и то, что католическая церковь также боролась с остатками кельтского язычества.
Поскольку на этих территориях сейчас нет кельтских языков, они не включены в кельтские регионы. Тем не менее, в некоторых из этих районов имеют движения, заявляющие о своей кельтской идентичности.

### Иберийский полуостров

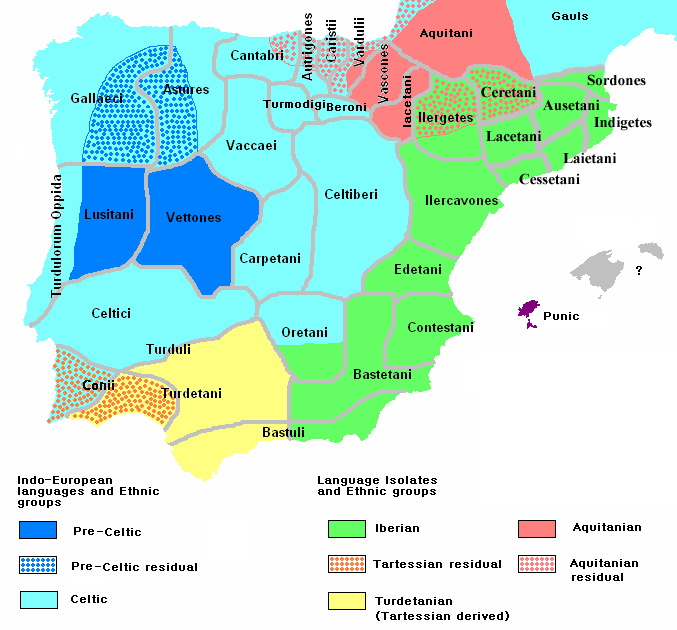
Иберийский полуостров около 200 года до нашей эры..

Иберийский полуостров был территорией большого влияния кельтской культуры, особенно древние области Галлеция (располагалась приблизительно в современных северной Португалии и Леоне, Астурии и Галисии в Испании) и Кантабрия. Эти регионы были заселены предположительно кельтскими племенами: галлеками, астурами, кантабрами, лузитанами и кельтиками, от которых пошли соответственно современные галисийцы, астурийцы, кантабаррийцы, а также португальские претензии на кельтскую идентичность. Хотя культурные следы сложны для анализа, как и в других бывших кельтских районах Европы ввиду почти полного несоответствия кельтских языков первого века нашей эры современным, кельтский след может быть отслежен в топонимике, языке субстрата и других культурных проявлениях, таких как музыка и фольклор. Последующее кельтское влияние связано с пятивековым романо-бретонским присутствием в Галисии.
Ирландская легенда «Книга захвата Ирландии» (ирл. Leabhar Gabhála Éireann) повествует, что в десятом столетии Галеция была точкой, с которой галеки отплыли завоёвывать Ирландию.